# ハワイ (大型巡洋艦)
ハワイ (USS Hawaii, CB-3) はアメリカ海軍の大型巡洋艦。アラスカ級の3番艦。艦名はアメリカ合衆国の準州（連邦自治領）であったハワイに因む。
1943年12月20日、ニュージャージー州カムデンのニューヨーク造船所にて起工。1945年11月3日進水。
1947年、建造中止。以後は未完成状態のまま保管艦とされ、艦隊指揮艦及びミサイル巡洋艦への改装が検討されたが実現せず、1958年6月9日除籍。翌1959年にはスクラップとして売却された。

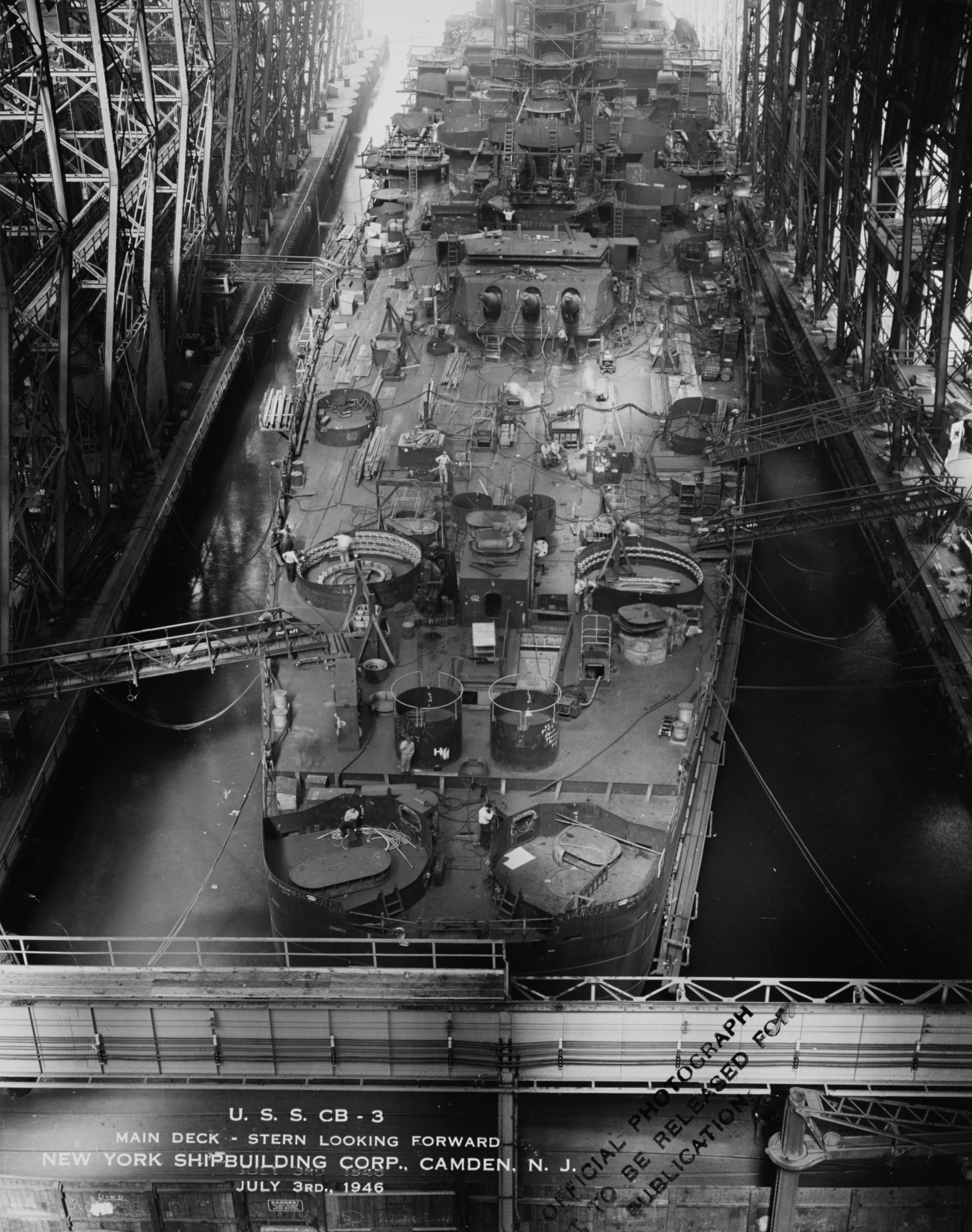
建造中のハワイ 艦尾部分 1946年7月の撮影
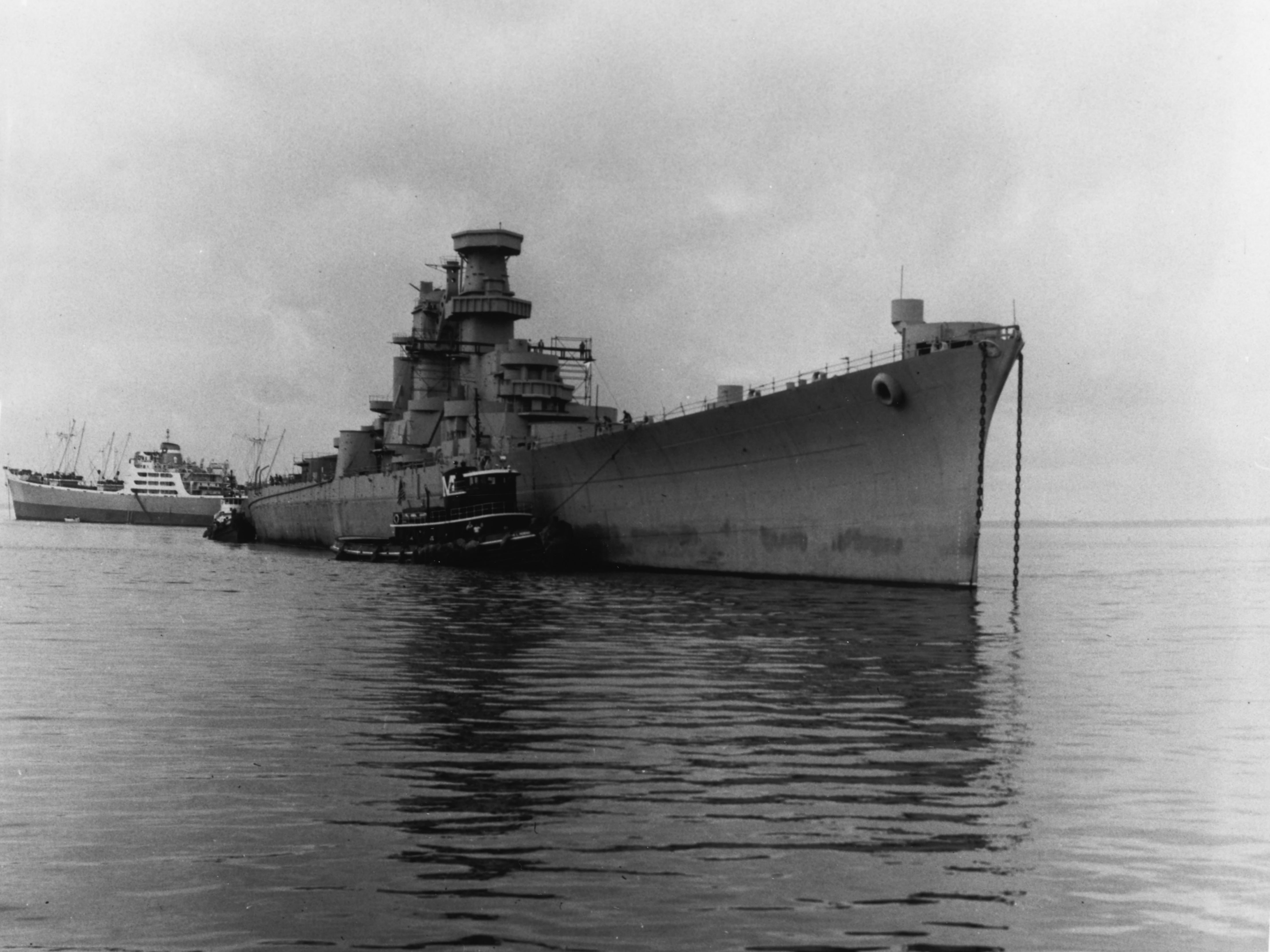
スクラップとして売却されたハワイ 1959年6月20日の撮影